# 法蘭西斯科三世·埃斯特
法蘭西斯科三世·埃斯特（義大利語：Francesco III d'Este，1698年7月2日—1780年2月22日），摩德納公爵，1737年至1780年在位。

## 家庭
1721年，法蘭西斯科與奧爾良的夏洛特-阿格萊雅結婚，兩人共有2子4女：
1. 瑪麗亞·特蕾莎（1726年—1754年），龐蒂耶夫公爵夫人
2. 埃爾科萊（1727年—1803年），摩德納公爵
3. 瑪蒂爾德（英语：Matilde d'Este）（1729年—1803年）
4. 瑪麗亞·佛圖娜塔（英语：Maria Fortunata d'Este）（1731年—1803年）
5. 貝內迪托·菲利波（1736年—1751年），早逝
6. 瑪麗亞·埃麗莎貝塔（1741年—1774年）